# Winterfylleth (grup musical)
Winterfylleth és una banda anglesa de black metal de Manchester. Des de la seva creació el 2006, la banda ha publicat set àlbums d'estudi i s'han convertit en un fenomen popular tant en l'escena underground del metall anglès com en l'àmbit del metall més ampli internacional. Winterfylleth s'autodescriu com a "Black Metal d'Herència Anglesa" i sovint es considera com a "germans-en-armes" musicals amb la seva banda de black metal anglès Wodensthrone a causa dels temes lírics i estètics comuns que comparteixen. La banda pren el nom de la paraula anglesa antiga, "Winterfylleth", que es tradueix a l'anglès modern com a "Winter Full Moon" (Lluna Plena d'Hivern), i se significa amb l'arribada de la primera lluna plena de l'hivern, que sol ser a l'octubre.

## Història
Formada el 2006 i llançant una demostració (Rising of the Winter Full Moon) el 2007, Winterfylleth va guanyar l'atenció ràpidament en l'underground del metall, guanyant-los un acord discogràfic amb Profound Lore Records en el qual llançar el seu àlbum de debut 2008 The Ghost of Heritage. El llançament va ser ben rebut i va gaudir d'una atenció considerable a la banda en l'escena anglesa del black metal. Després d'aquest llançament, Richard Brass (també membre de Wodensthrone) va abandonar la banda i Chris Naughton i Simon Lucas es van unir per Nick Wallwork i Mark Wood, completant la línia que es mantindria fins al 2015. Winterfylleth es va dedicar a treballar en el seu segon àlbum de llarga durada, The Mercian Sphere, que va ser llançat amb Candlelight Records el 2010. Novament, el llançament va ser un èxit de la críticacrític (àlbum del mes i vintè millor àlbum del 2010 a la revista Terrorizer) i va impulsar la banda a l'èxit internacional. Aquest nou reconeixement va oferir la manera que la banda aparegués en actes de gran prestigi en diversos festivals de metall com Wacken Open Air, Hellfest, Graspop i Bloodstock Open Air. Winterfylleth va llançar el seu tercer àlbum el 2012, The Threnody of Triumph, una vegada més amb una gran difusió de la crítica: aquest llançament va obtenir de lloc novè dels millors àlbums del mes per la revista Terrorizer i el 15è millor àlbum del 2012. També va ser classificat com el 12è millor àlbum del 2012 per Kerrang! i va fer el top deu de les llistes de molts contribuïdors de Kerrang! aquell any també.
A març i abril de 2013, Winterfylleth va fer una gira i va donar suport a Enslaved en disset espectacles dels seus divuit espectacles de la gira europea Spring Rite. Més tard aquell any, la banda va tornar a Graspop Metal Meeting per segon any consecutiu i poc després va fer el seu debut a Open Breeze Summer Air. El primer semestre del 2014 es van produir dos llançaments de Winterfylleth. El primer, publicat al gener, va ser un EP dividit en vinil amb la banda de black metal ucraïnès Drudkh titulat Thousands of Moons Ago / The Gates que va incloure versions de bandes que han influït sobre Winterfylleth i Drudkh. El segon, llançat al maig, va ser un àlbum recopilatori en el qual Winterfylleth va participar i que es titulà One And All, Together, For Home, que comptava amb cançons populars enregistrades per diverses bandes de metall entre les quals Primordial, Kampfar i, una vegada més, Drudkh. El juliol de 2014, Winterfylleth va anunciar que tenien previst llançar el seu quart àlbum, The Divination of Antiquity, l'octubre de 2014.
El 2015 van rebre el premi a la "millor banda d'underground" als Metal Hammer Golden Gods Awards. El 2 d'agost de 2016, la banda va anunciar la portada de l'àlbum i el títol del seu cinquè àlbum complet, The Dark Hereafter. El 4 d'agost, van confirmar la data de llançament el 30 de setembre. I van publicar la cançó "Ensigns of Victory" abans de la publicació de l'àlbum. La banda va llançar el seu sisè àlbum complet, titulat The Hallowing of Heirdom, el 6 d'abril de 2018, i el seu setè àlbum de llarga durada titulat The Reckoning Dawn el 8 de maig de 2020.

## Discografia

### Àlbums d'estudi
- The Ghost of Heritage (2008)
- The Mercian Sphere (2010)
- The Threnody of Triumph (2012)
- The Divination of Antiquity (2014)
- The Dark Hereafter (2016)
- The Hallowing of Heirdom (2018)
- The Reckoning Dawn (2020)

### Demos
- Rising of the Winter Full Moon (2007)

### Splits
- Thousands of Moons Ago / The Gates (2014, amb Drudkh)

### Singles de 7"
- Latch To A Grave (2018)

### Recopilacions
- One And All, Together, For Home (2014)

### Àlbums en directe
- The Siege of Mercia; Live at Bloodstock 2017 (2019)

## Membres
| - Chris Naughton – guitarres, veu principal (2006-present) - Simon Lucas – bateria (2006-present) - Nick Wallwork – baix elèctric, veus secundàries (2009-present) - Dan Capp – guitarres, veus secundàries (2014-present) - Mark Deeks - teclats, veus secundàries (2014-present) | - Richard Brass – guitarres, veus secundàries (2008-2009) - Chris Westby – baix elèctric (2008) - Mark Wood – guitarres, veus secundàries (2009-2014) |